# Лабро Тенекев
Лабро (Ламбро) Анастасов Тенекев (на английски: Lambro Tenekeff, Louis Tenekeff) е български общественик, деец на Македонската патриотична организация.

## Биография
Лабро Тенекев е роден през 1895 година в костурското село Габреш, тогава в Османската империя, днес в Гърция. Внук е на Лабро Кизов, четник на Коте Христов, убил войводата Динчето (Дине) Яневски. Негови сестри са Вана, жена на Никола Битов и майка на Джон Битов Старши, Цвета, жена на Атанас Ставров и майка на Стив Ставро, а трета негова сестра е майка на Димитър Кръстовски – всички те активни дейци на МПО „Правда“, Торонто. Лабро Тенекев емигрира в Канада през 1907 година, като през следващите години развива много успешен бизнес в Торонто и същевременно е един от най-активните дейци на македонобългарската емиграция в Новия свят. Жени се за Кираца Зулумова също от Габреш, с която има четири деца – Цана, Виктория, Мара и Христо. Лабро Тенекев инициира учредяването на МПО „Правда“, Торонто, на което е дългогодишен председател. От 1930 година до смъртта си е председател на македоно-българската църковна община към църквата „Св. Кирил и Методий“.